# Olaszország az 1968. évi téli olimpiai játékokon
Olaszország a franciaországi Grenoble-ban megrendezett 1968. évi téli olimpiai játékok egyik részt vevő nemzete volt. Az országot az olimpián 8 sportágban 52 sportoló képviselte, akik összesen 4 érmet szereztek.

## Érmesek
| Érem  | Versenyző                                                       | Sportág | Versenyszám  |
| ----- | --------------------------------------------------------------- | ------- | ------------ |
| Arany | Eugenio Monti Luciano De Paolis                                 | Bob     | Férfi kettes |
| Arany | Eugenio Monti Luciano De Paolis Roberto Zandonella Mario Armano | Bob     | Férfi négyes |
| Arany | Franco Nones                                                    | Sífutás | Férfi 30 km  |
| Arany | Erika Außendorfer-Lechner                                       | Szánkó  | Női egyes    |

## Alpesisí
Férfi
| Versenyző         | Versenyszám      | Selejtező | Selejtező | Selejtező     | Selejtező     | Döntő    | Döntő    | Döntő         | Döntő         | Döntő      | Döntő      |
| Versenyző         | Versenyszám      | 1. futam  | 1. futam  | 2. futam      | 2. futam      | 1. futam | 1. futam | 2. futam      | 2. futam      | Összesítés | Összesítés |
| Versenyző         | Versenyszám      | Idő       | Hely.     | Idő           | Hely.         | Idő      | Hely.    | Idő           | Hely.         | Idő        | Helyezés   |
| ----------------- | ---------------- | --------- | --------- | ------------- | ------------- | -------- | -------- | ------------- | ------------- | ---------- | ---------- |
| Ivo Mahlknecht    | Lesiklás         |           |           |               |               |          |          |               |               | 2:02,00    | 6.         |
| Ivo Mahlknecht    | Műlesiklás       | 52,82     | 2.        |               |               | 52,22    | 26.      | 53,03         | 20.           | 1:45,25    | 19.        |
| Ivo Mahlknecht    | Óriás-műlesiklás |           |           |               |               | 1:49,04  | 31.      | 1:51,04       | 23.           | 3:40,08    | 26.        |
| Gerardo Mussner   | Lesiklás         |           |           |               |               |          |          |               |               | 2:02,50    | 11.        |
| Gerardo Mussner   | Műlesiklás       | 54,60     | 4.        | 55,55         | 2.            | kiesett  | kiesett  | kiesett       | kiesett       | kiesett    | kiesett    |
| Gerardo Mussner   | Óriás-műlesiklás |           |           |               |               | 1:47,27  | 20.      | 1:49,93       | 16.           | 3:37,20    | 17.        |
| Bruno Piazzalunga | Műlesiklás       | 52,11     | 3.        | nem ért célba | nem ért célba | kiesett  | kiesett  | kiesett       | kiesett       | kiesett    | kiesett    |
| Bruno Piazzalunga | Óriás-műlesiklás |           |           |               |               | 1:45,95  | 9.       | 1:48,57       | 10.           | 3:34,52    | 11.        |
| Carlo Senoner     | Műlesiklás       | 54,18     | 2.        |               |               | 51,63    | 20.      | nem ért célba | nem ért célba | kiesett    | kiesett    |
| Teresio Vachet    | Lesiklás         |           |           |               |               |          |          |               |               | 2:04,90    | 22.        |
| Renato Valentini  | Lesiklás         |           |           |               |               |          |          |               |               | 2:05,61    | 28.        |
| Renato Valentini  | Óriás-műlesiklás |           |           |               |               | 1:50,03  | 35.      | nem ért célba | nem ért célba | kiesett    | kiesett    |

Női
| Versenyző         | Versenyszám      | 1. futam       | 1. futam       | 2. futam      | 2. futam      | Összesítés    | Összesítés    |
| Versenyző         | Versenyszám      | Idő            | Hely.          | Idő           | Hely.         | Idő           | Helyezés      |
| ----------------- | ---------------- | -------------- | -------------- | ------------- | ------------- | ------------- | ------------- |
| Glorianda Cipolla | Lesiklás         |                |                |               |               | 1:49,02       | 31.           |
| Glorianda Cipolla | Műlesiklás       | 43,15          | 12.            | 46,59         | 7.            | 1:29,74       | 7.            |
| Glorianda Cipolla | Óriás-műlesiklás |                |                |               |               | 2:00,07       | 23.           |
| Giustina Demetz   | Lesiklás         |                |                |               |               | 1:44,22       | 13.           |
| Giustina Demetz   | Műlesiklás       | idő nem ismert | idő nem ismert | nem ért célba | nem ért célba | kiesett       | kiesett       |
| Giustina Demetz   | Óriás-műlesiklás |                |                |               |               | 1:57,86       | 14.           |
| Clotilde Fasolis  | Lesiklás         |                |                |               |               | 1:48,90       | 30.           |
| Clotilde Fasolis  | Műlesiklás       | 46,40          | 24.            | 54,32         | 26.           | 1:40,72       | 22.           |
| Clotilde Fasolis  | Óriás-műlesiklás |                |                |               |               | 2:05,20       | 32.           |
| Lotte Nogler      | Lesiklás         |                |                |               |               | nem ért célba | nem ért célba |
| Lotte Nogler      | Műlesiklás       | 46,03          | 22.            | 52,30         | 21.           | 1:38,33       | 20.           |
| Lotte Nogler      | Óriás-műlesiklás |                |                |               |               | 2:04,87       | 31.           |

## Bob
| Versenyző                                                               | Versenyszám | 1. futam | 1. futam | 2. futam | 2. futam | 3. futam | 3. futam | 4. futam | 4. futam | Összesítés | Összesítés |
| Versenyző                                                               | Versenyszám | Idő      | Hely.    | Idő      | Hely.    | Idő      | Hely.    | Idő      | Hely.    | Idő        | Helyezés   |
| ----------------------------------------------------------------------- | ----------- | -------- | -------- | -------- | -------- | -------- | -------- | -------- | -------- | ---------- | ---------- |
| Eugenio Monti Luciano De Paolis                                         | Kettes      | 1:10,13  | 1.       | 1:10,72  | 2.       | 1:10,64  | 2.       | 1:10,05  | 1.       | 4:41,54    |            |
| Rinaldo Ruatti Sergio Mocellini                                         | Kettes      | 1:11,80  | 11.      | 1:12,29  | 12.      | 1:13,27  | 17.      | 1:12,95  | 14.      | 4:50,31    | 12.        |
| Eugenio Monti Luciano De Paolis Roberto Zandonella Mario Armano         | Négyes      | 1:09,84  | 1.       | 1:07,55  | 3.*      |          |          |          |          | 2:17,39    |            |
| Gianfranco Gaspari Giuseppe Rescigno Andrea Clemente Leonardo Cavallini | Négyes      | 1:10,24  | 3.       | 1:08,12  | 6.       |          |          |          |          | 2:18,36    | 6.         |

* - egy másik csapattal azonos eredményt ért el

## Északi összetett
| Versenyző       | Síugrás  | Síugrás  | Síugrás  | Síugrás  | Síugrás  | Síugrás  | Síugrás | Síugrás | Sífutás | Sífutás | Sífutás | Összesítés | Összesítés |
| Versenyző       | 1. ugrás | 1. ugrás | 2. ugrás | 2. ugrás | 3. ugrás | 3. ugrás | Össz.   | Össz.   | Sífutás | Sífutás | Sífutás | Összesítés | Összesítés |
| Versenyző       | Távolság | Pont     | Távolság | Pont     | Távolság | Pont     | Pont    | Hely.   | Idő     | Pont    | Hely.   | Pont       | Helyezés   |
| --------------- | -------- | -------- | -------- | -------- | -------- | -------- | ------- | ------- | ------- | ------- | ------- | ---------- | ---------- |
| Ezio Damolin    | 70,0     | 103,4    | 71,5     | 102,6    | 71,0     | (99,4)   | 206,0   | 13.     | 49:36,2 | 223,54  | 4.      | 429,54     | 5.         |
| Fabio Morandini | 61,5     | (83,0)   | 66,0     | 90,9     | 66,5     | 90,8     | 181,7   | 33.     | 50:08,5 | 216,56  | 7.      | 398,26     | 17.        |

## Gyorskorcsolya
Férfi
| Versenyző         | Versenyszám | Eredmény | Helyezés |
| ----------------- | ----------- | -------- | -------- |
| Renato De Riva    | 1500 m      | 2:13,6   | 34.*     |
| Renato De Riva    | 5000 m      | 7:58,2   | 26.      |
| Renato De Riva    | 10 000 m    | 16:39,5  | 19.      |
| Guido Gillarduzzi | 1500 m      | 2:14,1   | 38.      |
| Guido Gillarduzzi | 5000 m      | 7:57,4   | 23.      |
| Giancarlo Gloder  | 1500 m      | 2:13,2   | 32.      |
| Giancarlo Gloder  | 5000 m      | 7:54,5   | 18.      |
| Giancarlo Gloder  | 10 000 m    | 17:03,2  | 24.      |
| Elio Locatelli    | 500 m       | 42,1     | 26.**    |
| Elio Locatelli    | 1500 m      | 2:13,3   | 33.      |

* - egy másik versenyzővel azonos eredményt ért el

** - két másik versenyzővel azonos eredményt ért el

## Műkorcsolya
| Versenyző          | Versenyszám  | Kötelező elemek   | Kötelező elemek | Kűr               | Kűr   | Összesítés                     | Összesítés                     | Összesítés                     | Összesítés                     | Összesítés                     | Összesítés                     | Összesítés                     | Összesítés                     | Összesítés                     | Összesítés        | Összesítés        | Összesítés  | Összesítés | Összesítés |
| Versenyző          | Versenyszám  | Kötelező elemek   | Kötelező elemek | Kűr               | Kűr   | Helyezési pontszámok bírónként | Helyezési pontszámok bírónként | Helyezési pontszámok bírónként | Helyezési pontszámok bírónként | Helyezési pontszámok bírónként | Helyezési pontszámok bírónként | Helyezési pontszámok bírónként | Helyezési pontszámok bírónként | Helyezési pontszámok bírónként | Több. hely. száma | Több. hely. össz. | Hely. össz. | Pont       | Helyezés   |
| Versenyző          | Versenyszám  | Több. hely. száma | Hely.           | Több. hely. száma | Hely. | 1                              | 2                              | 3                              | 4                              | 5                              | 6                              | 7                              | 8                              | 9                              | Több. hely. száma | Több. hely. össz. | Hely. össz. | Pont       | Helyezés   |
| ------------------ | ------------ | ----------------- | --------------- | ----------------- | ----- | ------------------------------ | ------------------------------ | ------------------------------ | ------------------------------ | ------------------------------ | ------------------------------ | ------------------------------ | ------------------------------ | ------------------------------ | ----------------- | ----------------- | ----------- | ---------- | ---------- |
| Giordano Abbondati | Férfi egyéni | 6×12+             | 12.             | 5×18+             | 18.   | 14,0                           | 14,0                           | 14,0                           | 15,0                           | 14,0                           | 10,0                           | 11,0                           | 12,0                           | 13,0                           | 8×14+             | 102,0             | 117,0       | 1690,9     | 14.        |
| Rita Trapanese     | Női egyéni   | 6×26+             | 27.             | 5×24+             | 24.   | 25,0                           | 25,0                           | 27,0                           | 25,0                           | 26,0                           | 19,0                           | 19,0                           | 28,0                           | 22,5                           | 6×25+             | 135,5             | 216,5       | 1549,2     | 25.        |

## Sífutás
Férfi
| Versenyző                                                  | Versenyszám     | Eredmény  | Helyezés |
| ---------------------------------------------------------- | --------------- | --------- | -------- |
| Mario Bacher                                               | 50 km           | 2:31:33,8 | 12.      |
| Elviro Blanc                                               | 50 km           | 2:38:12,4 | 27.      |
| Giulio Deflorian                                           | 15 km           | 50:19,4   | 15.      |
| Giulio Deflorian                                           | 30 km           | 1:37:12,9 | 5.       |
| Franco Manfroi                                             | 15 km           | 51:47,7   | 32.      |
| Franco Manfroi                                             | 30 km           | 1:41:11,8 | 25.      |
| Franco Nones                                               | 15 km           | 52:06,8   | 36.      |
| Franco Nones                                               | 30 km           | 1:35:39,2 |          |
| Aldo Stella                                                | 50 km           | 2:33:17,9 | 17.      |
| Gianfranco Stella                                          | 15 km           | 49:59,8   | 13.      |
| Gianfranco Stella                                          | 30 km           | 1:40:42,0 | 23.      |
| Livio Stuffer                                              | 50 km           | 2:37:46,6 | 26.      |
| Giulio Deflorian Franco Nones Palmiro Serafini Aldo Stella | 4 × 10 km váltó | 2:16:32,2 | 6.       |

## Síugrás
| Versenyző      | Versenyszám | 1. ugrás | 1. ugrás | 1. ugrás | 2. ugrás | 2. ugrás | 2. ugrás | Összesítés | Összesítés |
| Versenyző      | Versenyszám | Távolság | Pont     | Hely.    | Távolság | Pont     | Hely.    | Pont       | Helyezés   |
| -------------- | ----------- | -------- | -------- | -------- | -------- | -------- | -------- | ---------- | ---------- |
| Giacomo Aimoni | Normálsánc  | 72,5     | 97,8     | 35.*     | 71,5     | 97,2     | 23.      | 195,0      | 25.        |
| Giacomo Aimoni | Nagysánc    | 93,0     | 98,1     | 22.      | 92,0     | 97,2     | 12.*     | 195,3      | 16.        |

* - egy másik versenyzővel azonos eredményt ért el

## Szánkó
| Versenyző                     | Versenyszám | 1. futam       | 1. futam       | 2. futam      | 2. futam      | 3. futam | 3. futam | Összesítés | Összesítés |
| Versenyző                     | Versenyszám | Idő            | Hely.          | Idő           | Hely.         | Idő      | Hely.    | Idő        | Helyezés   |
| ----------------------------- | ----------- | -------------- | -------------- | ------------- | ------------- | -------- | -------- | ---------- | ---------- |
| Giovanni Graber               | Férfi egyes | 58,09          | 11.            | 58,59         | 12.           | 58,88    | 17.      | 2:55,56    | 12.        |
| Emilio Lechner                | Férfi egyes | 57,94          | 9.             | 58,63         | 13.           | 58,53    | 12.      | 2:55,10    | 10.        |
| Sigisfredo Mair               | Férfi egyes | 58,22          | 13.            | 59,51         | 24.           | 58,45    | 11.      | 2:56,18    | 16.        |
| Raimondo Prinoth              | Férfi egyes | 58,80          | 17.            | 59,16         | 19.           | 58,89    | 18.      | 2:56,85    | 18.        |
| Erika Außendorfer-Lechner     | Női egyes   | 48,76          | 1.             | 49,39         | 1.            | 50,51    | 5.       | 2:28,66    |            |
| Cristina Pabst                | Női egyes   | idő nem ismert | idő nem ismert | nem ért célba | nem ért célba | kiesett  | kiesett  | kiesett    | kiesett    |
| Erica Prugger                 | Női egyes   | 1:01,90        | 21.            | 50,91         | 14.           | 51,40    | 14.      | 2:44,21    | 21.        |
| Giovanni Graber Enrico Graber | Kettes      | 49,01          | 7.*            | 49,14         | 8.            |          |          | 1:38,15    | 8.         |
| Ernesto Mair Sigisfredo Mair  | Kettes      | 49,10          | 10.            | 49,57         | 11.           |          |          | 1:38,67    | 10.        |

* - egy másik versenyzővel azonos eredményt ért el